# Gutle Rothschild

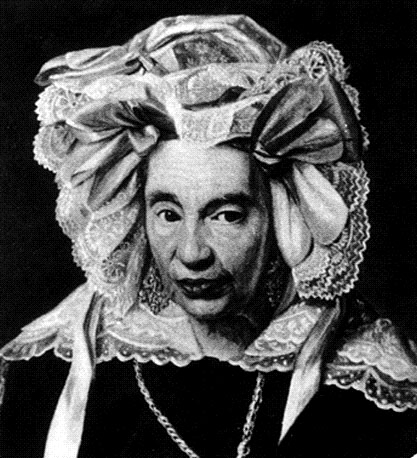
Gutle Rothschild (Moritz Daniel Oppenheim, 1836)

Gutle Rothschild, auch Gutele oder Gudula, geborene Schnapper (* 23. August 1753 in Frankfurt am Main; † 7. Mai 1849 ebenda) war die Ehefrau des Bankiers Mayer Amschel Rothschild, Gründers des Bankhauses Rothschild. Sie überlebte ihren Mann um mehr als 37 Jahre und zählte in ihrem letzten Lebensdrittel, als das Haus Rothschild zu den einflussreichsten europäischen Bankhäusern gehörte, zu den Frankfurter Berühmtheiten.

## Leben
Gutle Rothschild wurde am 23. August 1753 in der Frankfurter Judengasse als Tochter des Wolf Salomon Schnapper geboren, vermutlich im „Haus zur Eule“. Ihr Vater war Geldhändler und Hoffaktor für das Fürstentum Sachsen-Meiningen. Im Alter von 17 Jahren heiratete sie am 29. August 1770 Mayer Amschel Rothschild, der sich 1763 selbständig gemacht hatte und gemeinsam mit seinem Bruder ein Handelsgeschäft in Münzen, Medaillen und Antiquitäten betrieb. Gutles Mitgift für den zu gründenden gemeinsamen Hausstand betrug 2.400 Gulden – ein ansehnlicher Betrag, der etwa dem Jahreseinkommen ihres Mannes entsprach.

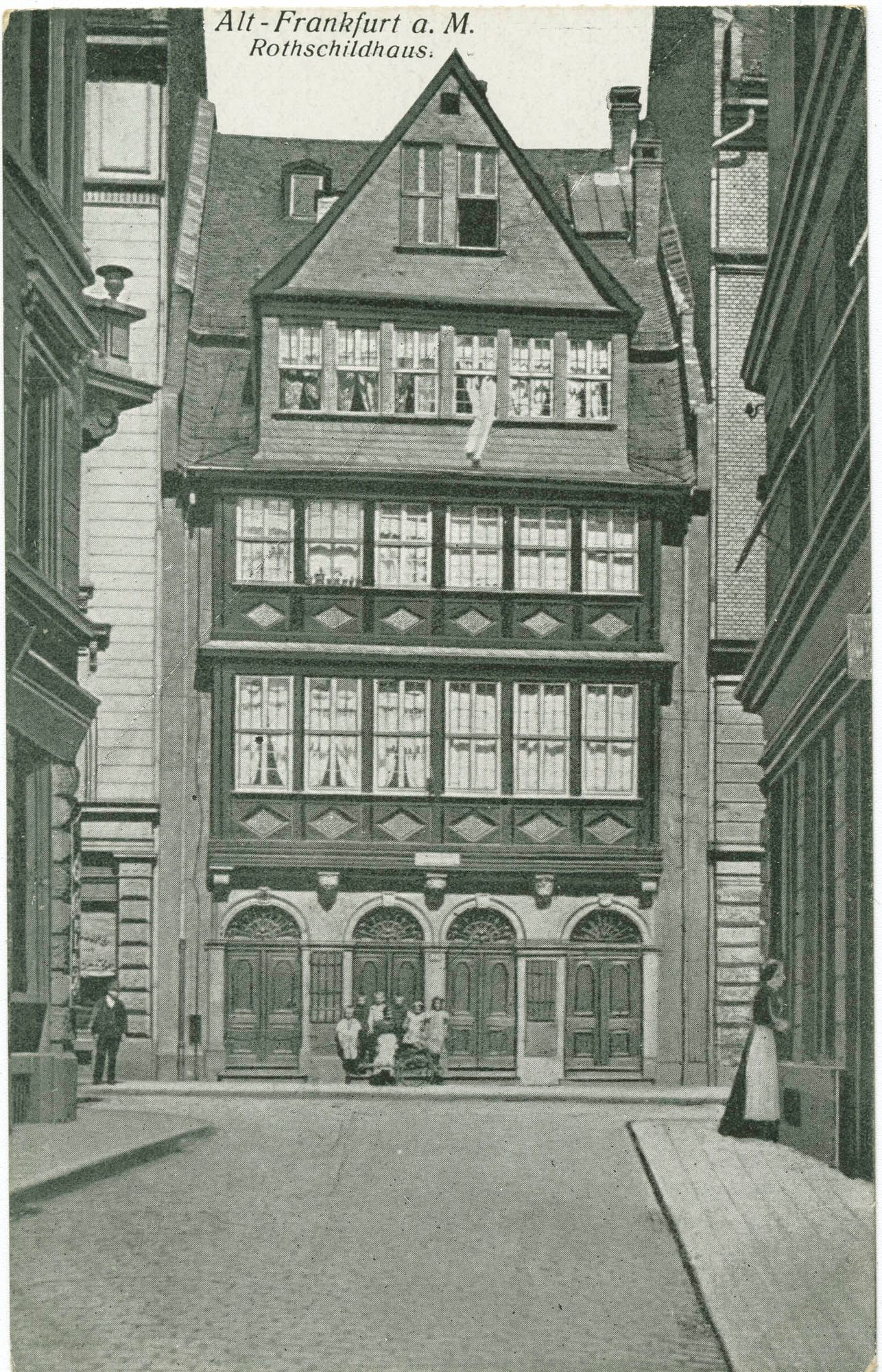
Stammhaus der Rothschilds in der Frankfurter Judengasse

Gutle brachte insgesamt 20 Kinder zur Welt, von denen zehn, je fünf Mädchen und Jungen, das Erwachsenenalter erreichten. Das Ehepaar lebte zuerst im Haus Hinterpfan, das sie mit zwei Brüdern von Mayer Amschel teilen mussten. 1787 bezog Gutle mit ihrem Mann das Haus zum Grünen Schild in der Judengasse 148, das zukünftige Stammhaus der Familie Rothschild. Dort verbrachte sie ihr restliches Leben. Ein Teil ihrer Kinder wurde ebenfalls in diesem Haus geboren. Neben der Familie war Gutle Rothschild auch für das Geldwechsel- und das Wechselgeschäft verantwortlich. Während der zahlreichen Geschäftsreisen ihres Mannes beaufsichtigte sie zusätzlich noch den Warenhandel und das Kreditgeschäft im Hause Rothschild.

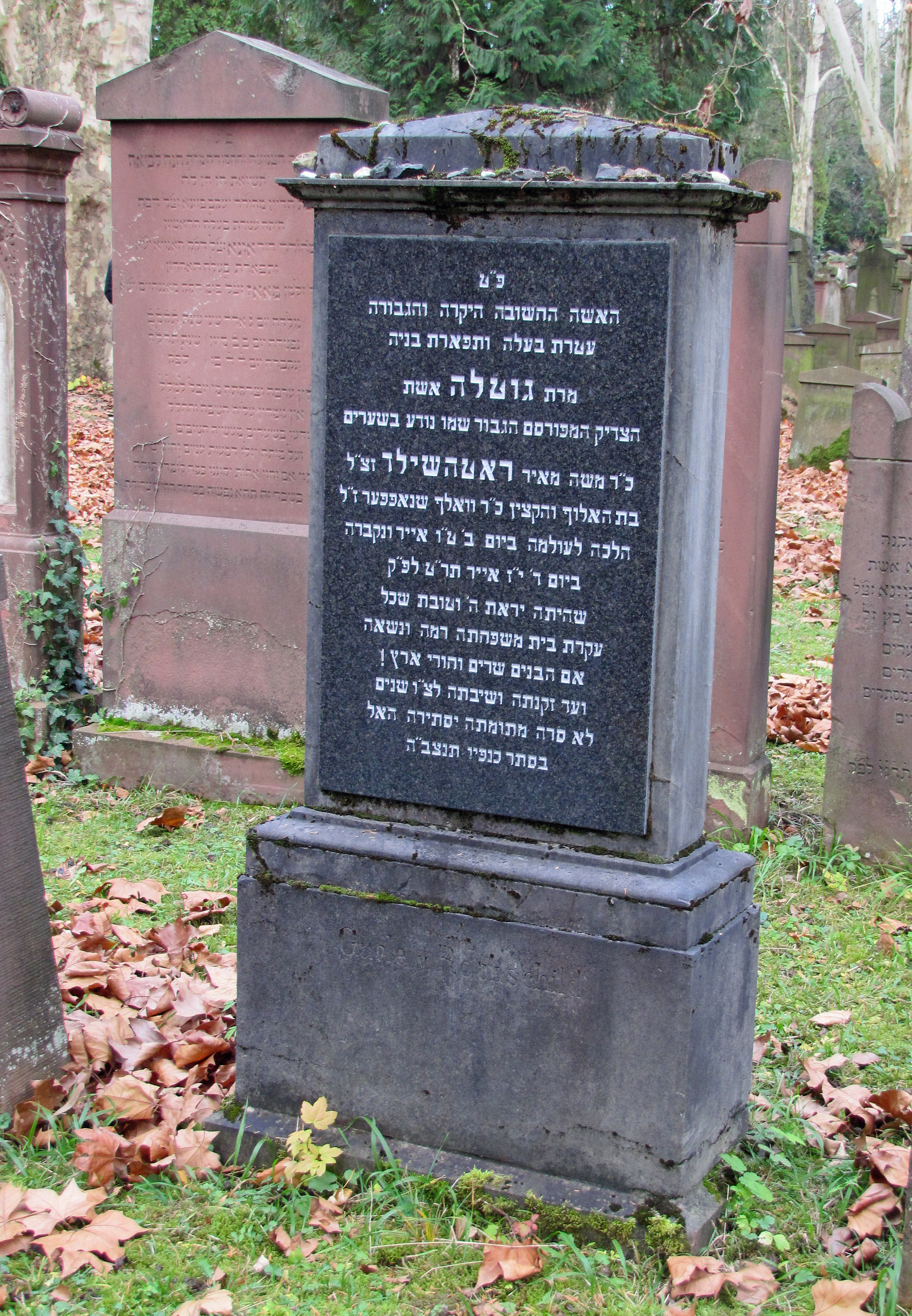
Grab in Frankfurt am Main

Gutle überlebte ihren Mann um 37 Jahre und konnte somit noch miterleben, wie ihre Söhne das Bankhaus Rothschild zur Weltgeltung führten. Noch zu Lebzeiten hatte Meyer Amschel für klare Eigentumsverhältnisse gesorgt. Sein Geschäftsanteil an der Bank ging nach seinem Tode allein an die Söhne über, während seine Frau Gutle und die Töchter den größten Teil seines Privatvermögens erbten.
Gutle erhielt außerdem das lebenslange Besitz- und Nutzungsrecht am Haus samt Inventar. Dort blieb sie ihrem schlichten Lebensstil treu und lehnte es ab, die Judengasse zu verlassen. Auch Reisen mochte sie nicht. Stattdessen ließ sie ihre wachsende, zunehmend über ganz Europa verstreute Familie zu sich kommen. Bis zu ihrem Tod gab es kein Familienfest, sei es Verlobung, Heirat, oder innerfamiliäre Geschäftsvereinbarungen, das nicht bei ihr in Frankfurt stattfand. Solange sie lebte, hielt Gutle damit bei allen das Bewusstsein für die bescheidene Herkunft wach.
Gutle war schon zu Lebzeiten zu einer Legende geworden, über die man zahlreiche Anekdoten erzählte. So soll sie im Revolutionsjahr 1830 nach einem Familientreffen ihre besorgten Nachbarn in der Frankfurter Judengasse mit den Worten beruhigt haben: „Es gibt keinen Krieg, meine Söhne werden kein Geld dafür geben!“ Ihr „Haus zum Grünen Schild“ war zu einer der wichtigen Sehenswürdigkeiten Frankfurts geworden und blieb es auch, nachdem Gutle Rothschild im Alter von fast 96 Jahren am 7. Mai 1849 verstorben war. Nach ihrem Tod wurde das Haus zunächst für wohltätige Zwecke, später dann als Museum der Familie Rothschild genutzt. Im Zweiten Weltkrieg fiel es Bombenangriffen zum Opfer.
Gutle Rothschilds Leben wurde mehrfach literarisch verarbeitet, so im 1840 erschienenen Bilderbuch ohne Bilder (25. Abend) von Hans Christian Andersen und in der 1911 uraufgeführten Komödie Die fünf Frankfurter von Carl Rössler. Die Rolle der Gutle wurde unter anderem von Mathilde Einzig, Sophie Cossaeus und Liesel Christ gespielt.
Moritz Daniel Oppenheim porträtierte Gutle Rothschild und ihre fünf Söhne 1836. Nach ihrem Tod wurde sie im Familiengrab der Schnapper auf dem Alten Jüdischen Friedhof an der Rat-Beil-Straße beigesetzt.